# Hot in the City
A "Hot In The City" Billy Idol első kislemeze az 1982-es debütáló albumáról. Az Egyesült Államokban 23., az Egyesült Királyságban 58. helyezésig jutott. 1987-ben újra kiadták, ekkor a szigetországban 13. lett.

## Változatok
- 1982-es brit 7" kislemez

1. "Hot in the City"
2. "Dead On Arrival"

- 1982-es brit 12" kislemez

1. "Hot in the City" (Extended Version)
2. "Dead On Arrival"

- 1987-es brit 7" kislemez

1. "Hot in the City"
2. "Catch My Fall" (Remix Fix)

- 1987-es brit 12" kislemez

1. "Hot in the City" (Exterminator Mix)
2. "Catch My Fall" (Remix Fix)
3. "Soul Standing By"

A dalban Billy Idol azt kiáltja: "New York!", ugyanakkor egyes amerikai rádióállomások számára felvették a dalt úgy is, hogy más városnevet kiáltson.

## Videóklip
Kétféle változatban is készült a dalhoz klip. A legelsőben egy lány Billy Idol-albumot vesz egy lemezboltban, ezt követően indul el a dal, mely New York Cityben készített jeleneteket, valamint atombomba-robbantások jeleneteit tartalmazza. A második, 1987-es verziót az MTV betiltotta, mivel az egyik jelenetben Billy Idol barátnője, Perri Lister látható egy keresztre feszítve.

## Megjelenései a popkultúrában
- A dal szerepelt az 1988-as Segítség, felnőttem! című filmben.
- Felbukkant továbbá a Booker című amerikai televíziós sorozatban is.

## Helyezések
| Lista (1982)                     | Legjobb helyezés |
| -------------------------------- | ---------------- |
| Brit kislemezlista               | 23               |
| Lista (1988)                     | Legjobb helyezés |
| Svájci kislemezlista             | 13               |
| Brit kislemezlista               | 13               |
| Billboard Hot 100                | 48               |
| Billboard Mainstream Rock Tracks | 31               |